# Andrei Rogozine
Andrei Rogozine (* 29. Januar 1993 in Moskau, Russland) ist ein kanadischer Eiskunstläufer, der im Einzellauf startet.
Als Rogozine fünf Jahre alt war, zogen seine Eltern mit ihm von Russland nach Kanada. Mit fast sieben Jahren fing er dort mit dem Eiskunstlaufen an. Seitdem trainiert er in Richmond Hill bei Inga Zusew und Andrei Berezinzew.
Im Jahr 2010 wurde Rogozine in Gangneung Juniorenweltmeister. Es war der erste Titel für Kanada bei diesem Wettbewerb seit Dennis Coi 1978.
2013 erreichte Rogozine mit dem dritten Platz erstmals das Podium bei den Kanadischen Meisterschaften. Damit qualifizierte er sich erstmals für die Vier-Kontinente-Meisterschaften und die Weltmeisterschaften. Er beendete seine Debüts dort auf dem zehnten, bzw. 13. Platz.

## Ergebnisse
| Weltmeisterschaften             |       |       |       | 13.   |
| Vier-Kontinente-Meisterschaften |       |       |       | 10.   |
| Juniorenweltmeisterschaften     |       | 1.    |       |       |
| Kanadische Meisterschaften      | 11.   | 13.   | 5.    | 3.    |
| -                               |       |       |       |       |
| Grand-Prix-Wettbewerb / Saison  | 09/10 | 10/11 | 11/12 | 12/13 |
| Skate Canada                    |       |       | 7.    |       |
| Cup of Russia                   |       |       | 6.    |       |
| NHK Trophy                      |       |       |       | 9.    |